# مقعد طوي (طيران)

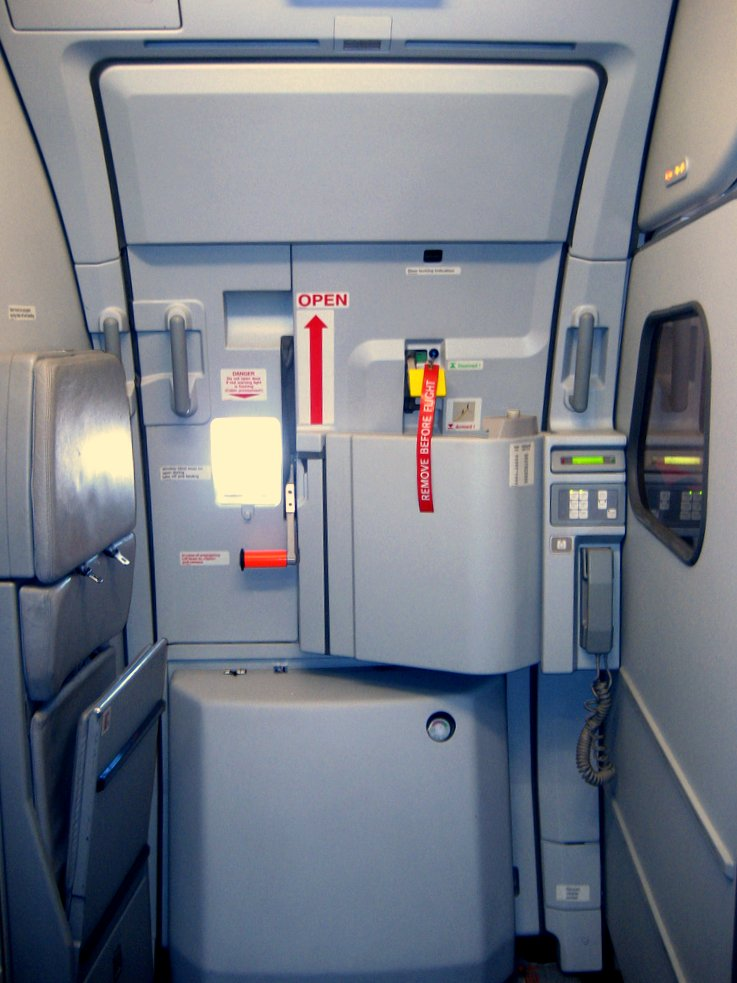
باب إيرباص إيه 319 يظهر مقعد القفز منطويًا على اليسار.

المقعد الطَّوِيّ أو القابل للانطواء أو المقعد المتحرك في الطيران يشير إلى مقعد إضافي للأشخاص -غير المسافرين العاديين- الذين لا يشغلون الطائرة. في العموم، المصطلح مقعد طوي أو كرسي طويّ يمكن أيضًا ان يشير إلى أي نوع من المقاعد التي تكون في المركبات و التي يمكن طيها; المركبات بما في ذلك العربات، السيارات، الشاحنات، الحافلات، صهريج اطفاء الحريق، وسيارات الأجرة. 

## الطيران
المقاعد الطويّة في المركبات الجوية  والتي تسمى بالمصطلح الرسمي مركز الطاقم الإضافي - يمكن أن تقع في قمرة القيادة أو قمرة المسافرين :في القمرة، هذا النوع من المقاعد يتوفر للأشخاص الذين لا يشغلون الطائرة. وهؤلاء قد يكونون الطيارين المتدربين، أفراد طاقم خارج العمل حيث يتم تحويلهم لمطار أخر، مسؤولي الحكومة (كموظفي إدارة الطيران الفيدرالية)، أو طاقم العمل للطائرة. الكرسي القابل للطي في قمرة المسافرين تستخدم بواسطة طاقم عمل القمرة وطبيعةً تقع بالقرب من مخارج الطوارئ ليتمكن مظيفي الطائرة من فتح الباب بسرعة خلال إخلاء الطوارئ. الكرسي القابل للطي في قمرة المسافرين ينطوي بتلقاء نفسه عندما لا يكون على قيد الاستخدام ليبقي مساحة في الممرات، منصات العمل و مخارج الطوارئ.
بعض المركبات الجوية لا تحتوي على هذا النوع من المقاعد في قمرة القيادة، والأخر يحتوي على واحد أو اثنان. في أغلب خطوط الطيران، كراسي المراقب يحتوي على لوحة صوتية وذلك ليراقب أو يشارك في اتصالات الرحلة. ويتوفر قناع الأوكسجين لكل كرسي. وقد يكون هنالك مقاعد قابلة للطي إضافية لمضيفي الطائرة في القمرة الأساسية، وذلك يعتمد على كيفية ترتيب الخطوط الجوية للمركبة الجوية وكم عدد مضيفي الطائرة العاملون. كلا النوعين قد يحتوي على كراسي واقفه، أو قابلة للانطواء. كلا النوعين قد يستخدم بعض الأحيان بواسطة طاقم خارج العمل (أو موظف لخطوط جوية أخرى أو شخص اخر) منخرط في رحلة بدون مقابل، عندما لا يكون هنالك أي كرسي متاح في القمرة. وبزيادة الاحتياطات الأمنية لقمرة الطائرة منذ أحداث 11 سبتمبر 2001 قد خصصت تشديداً و قيود عن الذي يستطيع استخدام هذه المقاعد.

## انظر أيضَا
- مقعد طيران